# Ganshui
Ganshui (kinesiska: 赶水) är en köping i sydvästra Kina. Den ligger i stadsdistriktet Qijiang i storstadsområdet Chongqing, omkring 92 kilometer söder om det centrala stadsdistriktet Yuzhong. Antalet invånare är 65 994. Befolkningen består av 32 473 kvinnor och 33 521 män. Barn under 15 år utgör 16,0 %, vuxna 15-64 år 68 %, och äldre över 65 år 14,0 %.